# Prêmio Potamkin
Prêmio Potamkin (em inglês:  Potamkin Prize for Research in Pick's, Alzheimer's, and Related Diseases) foi estabelecido em 1988, concedido pela American Academy of Neurology. Seus fundos proveem da filantropia da Potamkin Foundation. O prêmio é concedido por realizações em áreas emergentes de pesquisa sobre a doença de Pick, a doença de Alzheimer e outras demências.
O prêmio inclui um medalhão, US$ 100.000 e uma palestra de 20 minutos no encontro anual da American Academy of Neurologyg. A denominação do prêmio é uma homenagem a Luba Potamkin (mulher de Victor Potamkin) que, em 1978, foi diagnosticada com uma forma de demência que foi identificada como doença de Pick, uma forma de demência frontotemporal.

## Recipientes
- 1988: Robert D. Terry
- 1989: Dennis Selkoe, George Glenner
- 1990: Colin Masters, Konrad Beyreuther
- 1991: Stanley Prusiner
- 1992: Donald Price, Robert Katzman
- 1993: Blas Frangione, Alison Goate, John Hardy, Christine Van Broeckhoven
- 1994: Allen D. Roses, Gerard D. Schellenberg
- 1995: Steven G. Younkin, Khalid Iqbal, Yasuo Ihara
- 1996: Rudolph Tanzi, Peter St George-Hyslop
- 1997: Sangram S. Sisodia, Elio Lugaresi, Pierluigi Gambetti
- 1998: Michel Goedert, Virginia Man-Yee Lee, John Quinn Trojanowski
- 1999: Arne Brun, Kirk Wilhelmsen, Bernardino Ghetti
- 2000: Maria Grazia Spillantini, Michael L. Hutton
- 2001: Dale Schenk
- 2002: Christian Haass, Bart De Strooper
- 2003: David M. Holtzman, Ashley I. Bush
- 2004: Leon J. Thal, Roger M. Nitsch
- 2005: John C. Morris, Ronald C. Petersen
- 2006: Karen Ashe, Karen Duff, Bradley Hyman
- 2007: Richard Mayeux
- 2008: Clifford R. Jack, Jr., William E. Klunk, Chester A. Mathis
- 2009: Robert Vassar, Michael S. Wolfe, Berisłav V. Zlokovic
- 2010: Bruce L. Miller, Lennart Mucke
- 2011: Dennis W. Dickson, Eckhard Mandelkow, Eva-Maria Mandelkow
- 2012: Takeshi Iwatsubo
- 2013: Eric M. Reiman, Michael W. Weiner, William J. Jagust
- 2014: Marek-Marsel Mesulam
- 2015: Peter Davies, Reisa Sperling
- 2016: Rosa Rademakers, Bryan J. Traynor
- 2017: Claudia Kawas, Kristine Yaffe
- 2018: David Bennett
- 2019: Randall J. Bateman